# スタス・スパーニン
スタス・スパーニン（Stass Shpanin, 1990年5月16日 - ）は、アゼルバイジャン共和国・バクー出身の画家。本名スタニスラフ・スパーニン（Stanislav Shpanin）。
高校生ながら多くの受賞歴を持ち、アメリカ、アゼルバイジャン共和国、ロシア、イスラエル、イタリア、フランス、イギリスなどの国で個展を開いた経験がある。2002年には「史上最年少のプロの画家」としてギネスブックに記載された。

## 作風
- 鉛筆、インク、パステル、油彩、水彩、アクリル絵具などさまざまな画材を使う。
- 人物画、動物画、抽象絵画など、作品のジャンルも幅広い。

## 略歴
- 4歳のときに両親からチェスか美術のどちらかを学べる機会を与えられ、美術を選択。
- 7歳で初めての美術個展を開く。
- 1999年にトレチャコフ美術館によって開催された国際美術コンテストで、世界中からの参加者3000人の中から優勝した。
- 日本でも、平成12年度「浜の風景画コンテスト」で運輸大臣賞を受賞したことがある。
- 2004年5月号のナショナル・ジオグラフィックに彼のことを書いた記事が掲載された。
- 2005年3月にアメリカ・マサチューセッツ州スプリングフィールドに移住。
- 2012年にハートフォード大学のハートフォード・アート・スクールを卒業。